# STS-7
STS-7 era una misión del Transbordador espacial por la NASA usando el Challenger, fue lanzado el 18 de junio de 1983. Esta es la séptima misión del Transbordador,  era la segunda misión para el  Challenger. Era también la primera misión estadounidense en tener un astronauta del sexo femenino.

## Tripulación
- Robert L. Crippen (2), Comandante
- Frederick H. Hauck (1), Piloto
- John M. Fabian (1), Especialista de la misión
- Sally K. Ride (1), Especialista de la misión
- Norman E. Thagard (1), Especialista de la misión

(1) número de vuelos espaciales hechos por cada miembro de la tripulación, hasta la fecha inclusive esta misión.

## Parámetros de la Misión
- Masa:
  - Despegue del Orbitador: 113,025 kg
  - Aterrizaje del Orbitador: 92,550 kg
  - Carga:  16,839 kg
- Perigeo:  299 km
- Apogeo: 307 km
- Inclinación: 28.5°
- Período: 90.6 minutos